# 6-Diazo-5-oxo-L-norleucin
6-Diazo-5-oxo-L-norleucin (L-DON) ist eine nicht-proteinogene Aminosäure, die als Analogon von Glutamin fungiert. Es gehört zu den Diazoverbindungen. L-DON wurde 1956 aus Bakterien der Gattung Streptomyces isoliert und erstmals beschrieben sowie als mögliches Chemotherapeutikum zur Behandlung von Krebs vorgeschlagen. In verschiedenen Tierversuchen wurde eine antitumorale Wirkung bestätigt. In klinischen Studien wurde DON als Chemotherapeutikum gegen Krebs getestet, aber nie zugelassen. Die bisher letzte klinische Studie zu DON wurde 2008 veröffentlicht, hier wurde es in Kombination mit einer Glutaminase verabreicht. Im Jahr 2021 wurde der Biosyntheseweg von DON aufgeklärt und es wurde festgestellt, dass DON durch drei Enzyme aus L-Lysin biosynthetisiert wird. In dieser Studie wurde auch die heterologe Produktion der acetylierten Form von DON erfolgreich erreicht.

## Chemie
DON ist ein gelbliches Pulver, das gut wasserlöslich ist, es löst sich aber auch in wässrigen Lösungen von Methanol, Aceton oder Ethanol, allerdings nur schlecht in absoluten Alkoholen. Lösungen von mindestens 50 µM DON in 0,9 % Kochsalzlösung erscheinen leicht gelblich. In kristalliner Form bilden sich gelblich grüne Nadeln. Die spezifische Rotation ist [α]D26= +21° (c = 5,4 % in H2O). In Phosphatpuffer bei pH 7 liegen die ultravioletten Absorptionsmaxima bei 274 nm (E1%1 cm. 683) und 244 nm (E1%1 cm 376).

## Biochemie
DON findet eine breite Verwendung als Inhibitor verschiedener Glutamin umsetzender Enzyme. Aufgrund seiner Ähnlichkeit mit Glutamin findet es Zugang zu den katalytischen Zentren dieser Enzyme und blockiert es durch kovalente Bindung bzw. Alkylierung. In der folgenden Tabelle sind einige Enzyme aufgeführt, die durch DON inhibiert werden.
| Enzym                                  | Stoffwechselweg                     | Quellen      |
| -------------------------------------- | ----------------------------------- | ------------ |
| Carbamoylphosphatesynthase (CAD)       | Pyrimidin-De-Novo-Synthese          | [ 8 ] [ 10 ] |
| Cytidintriphosphat-Synthase (CTPS)     | Pyrimidin-De-Novo-Synthese          | [ 8 ] [ 10 ] |
| FGAR-Amidotransferase                  | Purin-De-Novo-Synthese              | [ 8 ] [ 11 ] |
| Guanosinmonophosphat-Synthetase (GMPS) | Purin-De-Novo-Synthese              | [ 8 ] [ 12 ] |
| PRPP-Amidotransferase                  | Purin-De-Novo-Synthese              | [ 8 ] [ 12 ] |
| Mitochondriale Glutaminase             | Initialer Schritt der Glutaminolyse | [ 8 ] [ 12 ] |
| NAD-Synthase                           | Coenzym der Atmungskette            | [ 8 ] [ 13 ] |
| Asparaginsynthetase                    | Aminosäuresynthese                  | [ 8 ] [ 14 ] |

## Wirkmechanismus
DON wirkt als Zellgift inhibierend auf viele Schlüsselenzyme der Nukleotid-Synthese. Unter Zugabe von DON wurde in verschiedenen Krebszelllinien Apoptose (programmierter Zelltod) ausgelöst. Verschiedene Gründe wurden untersucht, der genaue Mechanismus jedoch nicht endgültig geklärt. Zum einen wurde die innere mitochondriale Membran durch DON-Gabe beschädigt, des Weiteren konnten Einzelstrangbrüche in der DNA nachgewiesen werden.

## Pharmakologie
DON ist nicht als Arzneimittel zugelassen, wird aber in klinischen Studien in Kombination mit einer Glutaminase für den Einsatz als Chemotherapeutikum gegen Krebs getestet.